# Afroleptomydas pseudolanipes
Afroleptomydas pseudolanipes är en tvåvingeart som beskrevs av Joseph Charles Bequaert 1963. Afroleptomydas pseudolanipes ingår i släktet Afroleptomydas och familjen Mydidae.
Artens utbredningsområde är Namibia. Inga underarter finns listade i Catalogue of Life.